# Festival international du blues de Tremblant
Le Festival international du blues de Tremblant a lieu à la station de ski du Mont-Tremblant au Québec en juillet.
C'est en 1993 qu'a eu lieu la première édition de ce festival. Les spectacles sont présentés sur quatre scènes extérieures, dans huit restos-bars du village piétonnier, à l'église du village et au Casino de Mont-Tremblant. Les spectacles organisés par la Station sont presque tous gratuits, étant financés par l'AVT (Association de villégiature Tremblant). Les autres commanditaires sont le gouvernement du Québec, le Casino de Mont-Tremblant et Albi Volvo
Plusieurs grands noms du blues, du rock et du rhythm and blues se sont produits au festival, dont Johnny Winter, Buddy Guy, Keb' Mo', James Cotton, Koko Taylor, The Blind Boys of Alabama, Mavis Staples, Bettye LaVette, Jonny Lang, Beth Hart, Robert Randolph, Shemekia Copeland, John Hammond, Coco Montoya, Tower of Power et plusieurs autres. En 2019, les artistes en vedette ont été Larkin Poe et Fantastic Negrito, gagnant d'un Prix Grammy.
Le festival a reçu en 2013 le prix de la catégorie « Festival international » à la cérémonie « Keeping the Blues Alive Awards » de l’organisme The Blues Foundation.